# 7398 Walsh
7398 Walsh (1986 VM) là một tiểu hành tinh vành đai chính được phát hiện ngày 3 tháng 11 năm 1986 bởi A. Mrkos ở đài thiên văn Klet.